# Kościół Przemienienia Pańskiego w Słutowie
Kościół Przemienienia Pańskiego w Słutowie – katolicki kościół filialny zlokalizowany we wsi Słutowo w gminie Recz, w powiecie choszczeńskim (województwo zachodniopomorskie). Należy do parafii Chrystusa Króla w Reczu.

## Historia i architektura
Kościół, wzniesiony na przełomie XV i XVI wieku, murowany jest z kamienia i cegły. Sytuowany jest na planie prostokąta, od zachodu posiada wzniesioną z kamienia wieżę, nakrytą dwuspadowym dachem. Portal wejściowy murowany jest z cegły. Wnętrze kościoła nakrywa drewniany, belkowany strop. W 1861 roku miał miejsce remont świątyni.
W 1945 roku kościół został zniszczony i w kolejnych latach ulegał stopniowej dewastacji. Zniszczeniu uległy znajdujące się w kościele ołtarz i zabytkowe epitafia, chrzcielnicę przeniesiono natomiast do kościoła w Wełtyniu. W latach 1976–1980 miała miejsce odbudowa, po której konsekracji kościoła dokonał w dniu 1 maja 1983 roku biskup Stanisław Stefanek.